# Rue Tandou
La rue Tandou est une rue du 19e arrondissement de Paris. 

## Situation et accès
Elle relie la rue Euryale-Dehaynin et la rue de Crimée. La rue Pierre-Girard aboutit en son centre. C'est une petite rue calme où se trouvent de nombreuses écoles.
Ce site est desservi par la station de métro Laumière.

## Origine du nom
La rue tire son nom de celui d'un ancien  propriétaire local.

## Historique
Cette voie est ouverte, sous sa dénomination actuelle, entre les rues Pierre-Girard et de Crimée par un arrêté du 27 juillet 1869.
La  partie située entre les rues Euryale-Dehaynin et Pierre-Girard est ouverte en 1903 et classée dans la voirie parisienne par un décret du 18 août 1905.
Un arrêté du 24 juin 1907 réunit les deux parties sous le nom de « rue Tandou ». Le même arrêté dénomme la « rue Pierre-Girard », le tronçon situé entre la rue Tandou et la rue d'Allemagne.
Le 25 mars 1918, durant la Première Guerre mondiale, un obus lancé par la Grosse Bertha explose au no 21 rue Tandou.
Au no 9 se trouve une école élémentaire publique, au no 16 une école polyvalente publique et au no 22 une école maternelle publique.

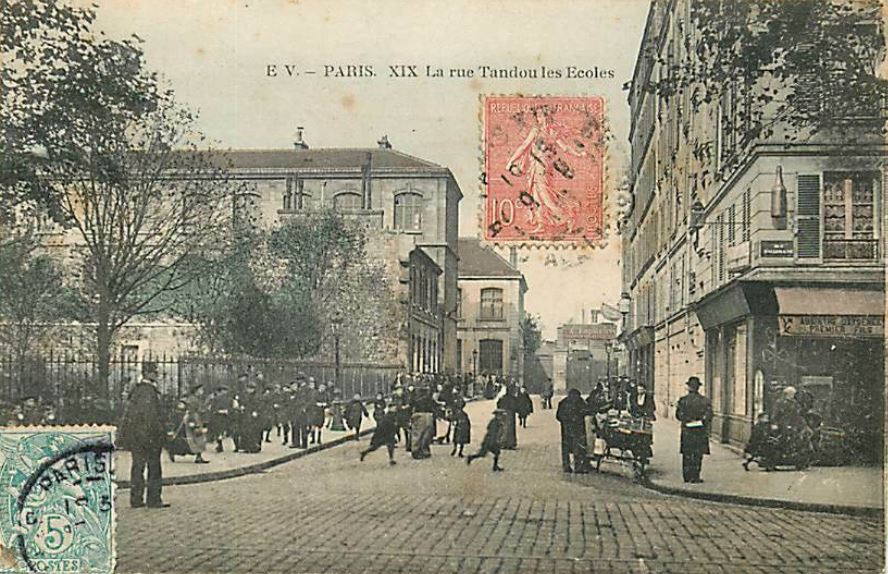
Sortie des écoles, rue Tandou.
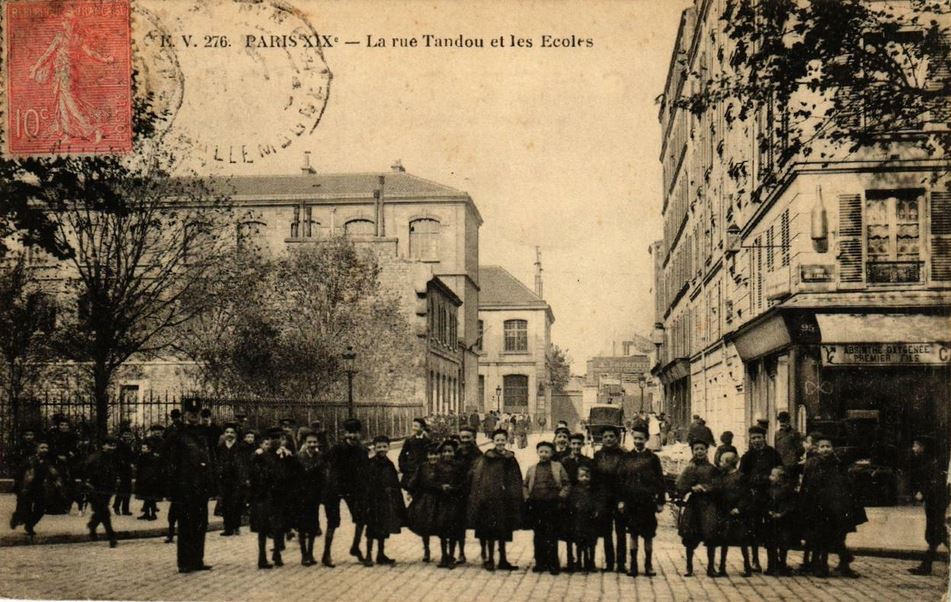
La rue Tandou et les écoles.
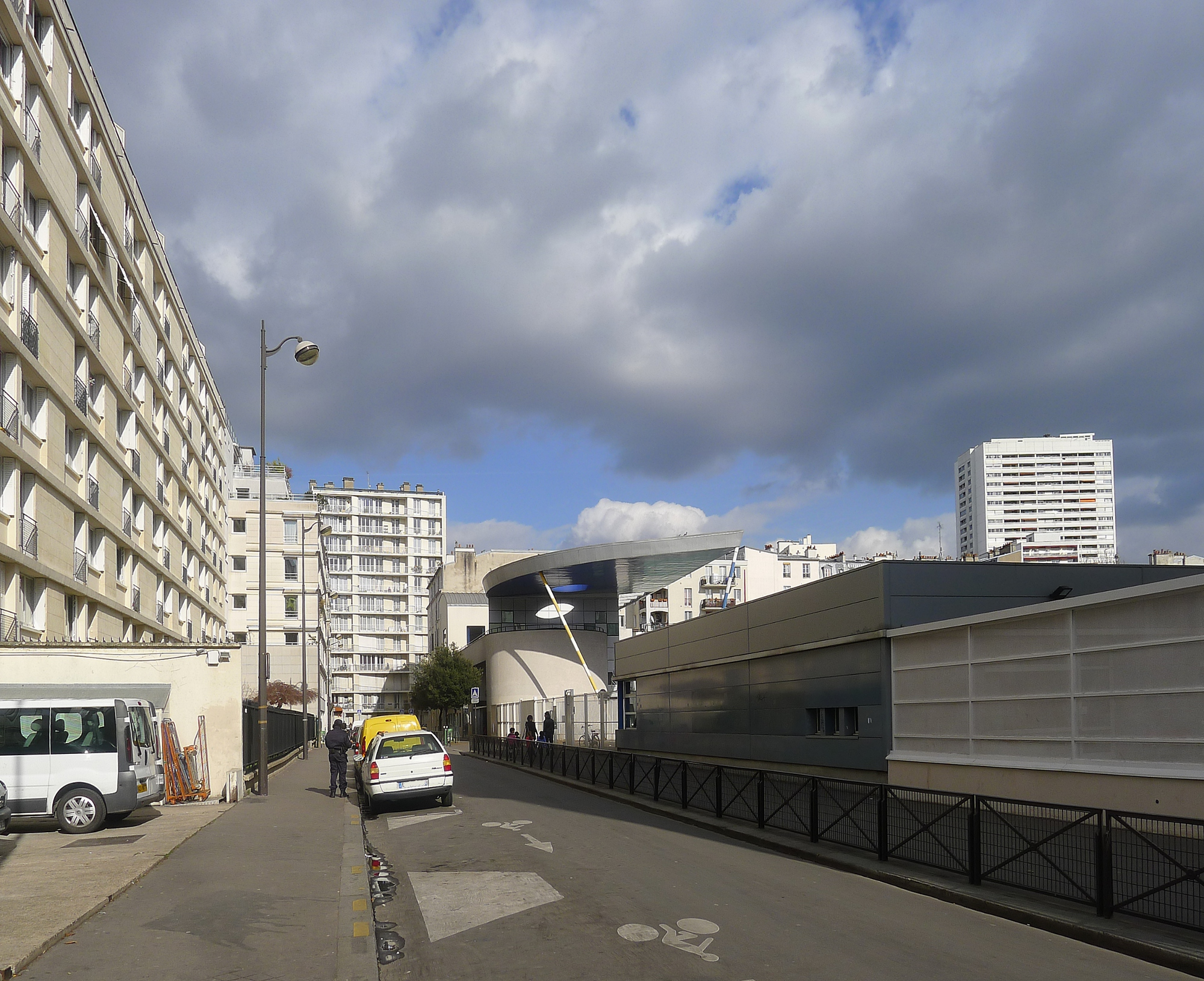
Partie moderne de la rue Tandou vue depuis la rue Pierre-Girard.